# Малый Дор (Рыбинский район)
Малый Дор — деревня в Судоверфской сельской администрации Судоверфского сельского поселения Рыбинского района Ярославской области .
Деревня расположена в западной части полуострова Рыбинского водохрвнилища, ограниченного с востока руслом Волги, а севера и востока затопленной при заполнении водохранилища долиной реки Юга. Деревня стоит к западу от дороги, проходящей от Перебор на север к двум оконечным мысам этого полуострова, где расположены центр поселения посёлок Судоверфь и деревня Свингино. К востоку от Большого Дора, между деревней и указанной дорогой расположены деревни слившиеся воедино деревни Новый Посёлок и Залужье, через которые к Малому Дору ведёт просёлочная дорога. На небольшом расстоянии к северу — расположен Большой Дор, а к юго-востоку деревня Мешково. На запад от деревни — низкий заболоченный берег залива Рыбинского водохранилища .
Деревня указана на плане Генерального межевания Рыбинского уезда конца XVIII века.
На 1 января 2007 года в деревне числилось 6 постоянных жителей . Почтовое отделение, расположенное в Судоверфи, обслуживает в деревне 23 дома. Улицы посёлка не именуются .